# علم ماساتشوستس

علم ماساتشوستس

مثل كومونلث ماساتشوستس منذ عام 1776 بأعلام رسمية لكن محدودة الغرض، وحتى عام 1908 لم يكن للولاية علم بحد ذاته لتمثيل حكومتها. للولاية حاليا ثلاثة أعلام رسمية: علم الولاية وعلم الحاكم وعلم البحرية (لا يوجد الآن قوات بحرية لماساتشوستس).

## علم الولاية

ظهرعلم ماساتشوستس (1908-1971)

يتكون من شعار الولاية على جانبيه متوسطا خلفية بيضاء.
اعتمد العلم في عام 1908 ولكنه كان مستخدما على صعيد غير رسمي منذ الثورة الأمريكية. ظهر العلم كان حتى عام 1971 يتكون من الدرع الأزرق الموجود بمقدمة العلم محتويا شجرة الصنوبر الخضراء الموجودة على علم البحرية.

## علم البحرية

علم بحرية ماساتشوستس

في نيسان من عام 1776 اعتمد علم البحرية وكان يتكون من شجرة صنوبر خضراء والشعار (An Appeal to Heaven) «دعوة للسماء». في عام 1971 تمت إزالة الشعار.
ماساتشوستس هي واحدة من ولايتين لهما علم مستقل للبحرية (الأخرى هي مين).

## علم الحاكم

علم حاكم ماساتشوستس

عام الحاكم مماثل لعلم الولاية لكنه مثلث على شكل بينانت.

## وصلات خارجية
ويكيبيديا الإنجليزية